# Kalkatti, Shiggaon
Kalkatti là một làng thuộc tehsil Shiggaon, huyện Haveri, bang Karnataka, Ấn Độ.